# 花房里枝
花房 里枝（はなふさ りえ、1996年4月28日 - ）は、日本の女優、モデル、アイドル。オスカープロモーション所属。東京都出身。アイドルグループ・elfin'のメンバー。

## 来歴
小学生時代よりボーカル＆ダンススクール「多摩っ子バブルス」に所属。スーパーPキーズメンバーとしてテレビ出演。またミュージカル出演歴がある。
サンミュージックアカデミーに入所し、2011年から2012年の間、アイドルグループさんみゅ～のメンバー候補生として活動し、最終メンバー選抜まで進んだ。
2014年1月26日、オスカープロモーションと青二プロダクション、博報堂が共同で開催した容姿と声の2つの要素に“美しさ”を兼ね備えた女優・声優を発掘する第1回全日本美声女コンテストに応募総数14,434名の中から選ばれた12名のファイナリストのうちの1人として出場し準グランプリを受賞。受賞特典として辻美優、高橋美衣（後の希水しお）、吉村那奈美と共に『映画 プリキュアオールスターズNewStage3 永遠のともだち』に生徒役で出演する。
同年4月、第1回全日本美声女コンテストのファイナリストの中から選ばれた8人（辻美優、花房里枝、希水しお、吉村那奈美、入江麻衣子、美波わかな、奥谷楓、大槻瞳）で組まれたユニットハニーチェガールズとして3ヶ月間活動。2015年4月、美声女コンテストファイナリスト3人（辻美優、花房里枝、希水しお）によるユニット「elfin'（エルフィン）」を結成。8月5日に「Colorful Fantasy」でCDデビュー。
2018年、劇団ズッキュン娘による舞台「夢で逢いま笑」にて主演を演じると、定期的に舞台でメインキャラクターを務めるようになる。

## 人物
- 好きな食べ物は納豆、白米、けんちん汁[7]。
- 中学時代に技術の授業でラジオを組み上げて以来、ラジオ放送が好き[8]で、ラジオ番組を持てることに感激した。

## 同期の著名なコンテスト出場者
| 名前       | 賞                       | 備考               | -    |
| ---------- | ------------------------ | ------------------ | ---- |
| 辻美優     | グランプリ               | アイドル（elfin'） | No12 |
| 花房里枝   | 準グランプリ             | アイドル（elfin'） | No11 |
| 希水しお   | 準グランプリ             | アイドル（elfin'） | No5  |
| 入江麻衣子 | ブルーオスカーニコニコ賞 | 声優、ピアニスト   | No8  |
| 吉村那奈美 | マルチメディア賞         | 声優               | No6  |
| 美波わかな | ファイナリスト           | 声優               | No9  |
| 奥谷楓     | ファイナリスト           | 声優               | No10 |
| 大槻瞳     | ファイナリスト           | アナウンサー       | No4  |
| 山本杏奈   | ファイナリスト           | アイドル（=LOVE）  | No7  |
| 佐藤実季   | ファイナリスト           | 声優               | No3  |

## 出演
太字は主演、またはメインキャラクター。

### 舞台
- 「ポンキッキーライブ」（2006年4月22日、5月20日、6月17日、フジテレビ）お台場・SDMスタジオ - スーパーPキーズ時期[1]
- ミュージカル「ココ・スマイル」（2007年、ジョーズカンパニー）[1]
- 夢で逢いま笑（2018年） - 主演・内藤好子 役
- 神社エール!（2018年） - 主演・幸田ひかり 役
- たいへんよく生きました!（2019年4月25日 - 29日、東京芸術劇場シアターウエスト）
- 忍法浪漫剣劇　百花百狼 ～戦国忍法帖～ 月下丸の章（2018年12月13日 - 16日、全労済ホール） - ヒロイン・上野槐 役
- 歌姫（2019年9月5日 - 8日、中目黒キンケロシアター、ことのはBOX） - ヒロイン・岸田鈴 役
- カシオペア座の愛人（2020年5月20日 - 24日、六行会ホール、ブイラボミュージカルVol.7）
- ミュージカル座「野の花」（2020年8月19日 - 23日、星組） - 主演・リーザ 役
- アクリルジャンクション「音楽喜劇-ジョア-」（2020年12月2日 - 6日、俳優座劇場）
- We Are Fire Fighters ～故郷に想いを馳せて～（2021年10月14日 - 16日、彩の国さいたま芸術劇場・小ホール） - ヒロイン・三原杏奈 役
- ミュージカル「Cross Friends」（2021年5月27日 - 30日、六行会ホール） - ベティ 役
- ミュージカル「ひめゆり」（2021年7月9日 - 13日、戸田市文化会館ホール） - みさ 役
- ミュージカル「スター誕生2」（2021年11月3日-7日、中目黒キンケロシアター） - ヒロイン・浅丘るみ 役
- 劇団おねがいシスターズ第11回公演「シャバダバダ！」（2022年11月17日 - 23日、コフレリオ新宿シアター） - 雨宮サツキ 役
- 劇団TEAM-ODAC 第42回本公演「舞台・破天荒フェニックス〜2023〜」（2023年12月6日 - 12日、こくみん共済 coop ホール/スペース・ゼロ）[9]
- おぶちゃ 7周年記念公演「Joie!」（2024年2月7日 - 11日、東京芸術劇場シアターウエスト）
- 五反田タイガー 14th Stage「ペインティング・バーレスク〜天使がいた場所〜」（2024年2月28日 - 3月3日、六行会ホール）[10]
- ミュージカル座「三ツ星アラカルト-2025-」（2025年1月22日-26日、六行会ホール）- 久野しずか 役
- 舞台「お蒸され男子！」（2025年4月23日 - 27日、新宿村LIVE）[11]
- あの鐘の音と共に -THE BELL 2025-（2025年10月4日 - 12日〈予定〉、あうるすぽっと） - クロエ 役[12]

### テレビ番組
- 「Beポンキッキ」（2008年、BSフジ） - スーパーPキーズ・ラインダンスレギュラー[1]

### テレビドラマ
- トットてれび（NHK）- スパークス3人組 役[注 1]
- センチネル2（2019年12月26日、千葉テレビ） ‐ 凛 役[13]

### WEBドラマ
- フェイス -サイバー犯罪特捜班- 第3話（2017年7月25日） - 二宮里美 役

### 映画
- セカイイチオイシイ水〜マロンパティの涙（2019年9月21日公開）- 西川瞳 役

### ドキュメンタリー
- 全日本美声女コンテスト密着ドキュメンタリー（2014年、J:COM）

### テレビアニメ
- ピカイア!（2015年 - 2017年、りえ） - 2シリーズ
- 王様ゲーム The Animation（2017年、宅見七海[14]）
- ねこねこ日本史（2018年 - 2019年、清衡の母、家来A、大姫、秀吉の母） - 2シリーズ

### 劇場アニメ
- 映画 プリキュアオールスターズNewStage3 永遠のともだち（2014年、生徒）

### PV
- うらみちお兄さん（2017年、子供たち[15]）

### ゲーム
- けものフレンズ（2016年、ビクーニャ）
- ヴァンパイア†ブラッド（シルキー）

### ドラマCD
- ネコ事情ボイスドラマシリーズ「でっかいチビお散歩」編（zelfstandig、1000枚限定販売）

### 吹き替え

#### 映画
- ディセンダント（女の子）

#### テレビドラマ
- 凍てつく楽園シーズン〜森に眠る少女〜（2016年）

### ナレーション
- マツモトキヨシ店内放送「ハニーチェ」（博報堂、2014年5月13日 - 20日）

### ラジオ
※はインターネット配信。
- 辻美優、花房里枝、高橋美衣の美声女学園♪_放課後ラジオ部（2014年 - 2016年 、文化放送）
- オールナイトニッポンi ～elfin’のビューティーボイス放送局～（2017年 - 、ニッポン放送※）[16]
- 天籁精灵（bilibili）毎週木曜18：00～、レギュラー
- うしくでポン！  elfin' night（2021年7月 - 、FMUU）

### WEB
- 美声女ホームルーム♪ - SHOWROOM（2014年-2015年、DeNA）毎週火曜20：00～
- キンプロ女学院 - はみだし編(1)（2014年12月11日、ブシロード）[17][18]

### 雑誌
- 光文社（『女性自身』VOL.1 - VOL.3）2014年5月13日 - 6月10日 美容シャンプーハニーチェコラム
- キンプロ女学院 田口隆祐のオーマイ＆ガーファンクル講座（ベースボールマガジン社『新日本プロレス Bi-monthly』VOL.1 - VOL.3）2014年11月29日 - 2015年3月28日[19][20][21]
- キンプロ女学院 田口隆祐のオーマイ＆ガーファンクル講座★elfin'といっしょ（ベースボールマガジン社『新日本プロレス Bi-monthly』VOL.4 - VOL.6）2015年5月29日 - 9月29日[22][23]※辻の加入によるリニューアル

### イメージキャラクター
- ポタフェス2018 WINTER ポスタービジュアル
- リビン・テクノロジーズ株式会社（2022年2月 - ）[24]

### 広報大使
- LIB JAPAN Honeyce'Girls（2014年）

### CM・広告
- 『博報堂』（ハニーチェ）[25]
  - ハニーチェガールズJR編 シティリビング JR女性専用車両トレインチャンネル（2014年4月9日 - 22日）
  - ハニーチェガールズWEB編 LIB JAPAN（3月21日 - 4月21日）

### イベント
- 昭和アイドルアーカイブス vol.30（2019年7月22日、楽器カフェ）

### その他コンテンツ
- 第四十六回 私のBOOKイズム elfin'（花房里枝＆厚地彩花）[26]（2019年5月16日、電子書籍.com）
- オスカープロモーション2015年版カタログ[27]
- UCC BEANS & ROASTERS WEB動画「やさしさカフェ子」篇

## 受賞歴
- 第1回 全日本美声女コンテスト準グランプリ